# AliceSoft
AliceSoft (アリスソフト, gestileerd als ALICESOFT) is een Japanse computerspelontwikkelaar die bekend staat voor het ontwikkelen van eroge. Het is tevens het handelsmerk van het bedrijf ChampionSoft (株式会社チャンピオンソフト).
Hun bekendste reeks is Rance, een serie erotische getinte rollenspellen.
ChampionSoft werd opgericht in 1983 met het handelsmerk AliceSoft in 1989. Op 15 juli 1989 publiceerde het bedrijf hun eerste twee erotische computerspellen: Intruder -Sakura Yashiki no Tansaku- en Rance -Hikari o Motomete-. Rance is uiteindelijk uitgegroeid tot een serie computerspellen met meerdere opvolgers, spin-offs en adaptaties. 
De officiële mascotte van het bedrijf noemt Alice-chan.

## Computerspellen
AliceSoft ontwikkelt voornamelijk eroge, maar heeft ook niet-erotische spellen uitgebracht. Het bedrijf ontwikkelt onder andere computerrollenspellen, visuele romans, simulatiespellen, dating sims en actiespellen.
- Rance (1989)
- Intruder (1989)
- D.P.S (1989)
- Alice no Yakata (1989)
- Rance II (1990)
- D.P.S SG (1990)
- Tōshin Toshi (1990)
- D.P.S SG set 2 (1991)
- Rance III (1991)
- D.P.S SG set 3 (1991)
- Dr. Stop! (1992)
- Alice no Yakata 2 (1992)
- Super D.P.S (1992)
- Dalk (1992)
- prostudent G (1993)
- Ayumi-chan Monogatari (1993)
- Rance IV (1993)
- AmbivalenZ: Niritsuhaihan (1994)
- Uchyuukaitou Funny Bee (1994)
- Tōshin Toshi 2 (1994)
- Alice no Yakata 3 (1995)
- Mugen Hōyō (1995)
- DPS Zenbu (1995)
- Rance 4.1 (1995)
- Rance 4.2 (1995)
- Only You (1996)
- Gakuen King (1996)
- Kichikuō Rance (1996)
- Ikenai Katsumi Sensei (1997)
- Kaeru nyo Panyōn (1997)
- Ikusamiko (1997)
- Alice no Yakata 4-5-6 (1997)
- Ōdō Yūsha (1998)
- DiaboLiQuE (1998)
- Pastel Chime (1998)
- Atlach=Nacha (1999)
- Prostudent Good (1999)
- Mamorigami-sama (1999)
- Mamatoto (1999)
- Hushaby Baby (1999)
- Darcrows (1999)
- Persiom (2000)
- SeeIn Ao (2000)
- 20 Seiki Alice (2000)
- Yoru ga Kuru! (2001)
- Only You - Re cross (2001)
- Daiakuji (2001)
- Tsumamigui (2002)
- Beat Angel Escalayer (2002)
- Rance 5D (2002)
- Mama Nyonyo (2003)
- Tsumamigui 2 (2003)
- Les Chairs Cruelles (2003)
- Daibanchou (2003)
- Night Demon (2003)
- Daibanchō: Big Bang Age (2003)
- Majo no Shokuzai (2004)
- Rance VI: Zesu Hōkai (2004)
- Alice no Yakata 7 (2004)
- Pastel Chime Continue (2005)
- GALZOO Island (2005)
- Yokubari Saboten (2006)
- Tsumashibori (2006)
- Sengoku Rance (2006)[3]
- Ojōsama o Iinari ni suru Game (2007)
- Double Sensei Life (2007)
- Chōkō Sennin Haruka (2008)
- AliveZ (2008)
- AliveZ Quik (2008)
- Tōshin Toshi 3 (2008)
- Momoiro Guardian (2009)
- Vanish! Oppai no Kieta Ōkoku (2009)
- Boku dake no Hokenshitsu (2009)
- Alice 2010 (2010)
- Shaman's Sanctuary Miko no Seiiki (2010)
- Daiteikoku (2011)
- Rance Quest (2011)
- Rance Quest Magnum (2012)
- Oyako Rankan (2012)
- Pastel Chime 3: Bind Seeker (2013)
- Drapeko! (2013)
- Rance 01 (2013)
- Rance IX (2014)
- Beat Angel Escalayer R (2014)
- Blade Briders (2014)
- Evenicle (2015)
- Rance 03 (2015)
- Tsumamigui 3 (2016)
- Heartful Maman (2017)
- Choko Shinki Ixseal (2017)
- Rance X (2018)
- Evenicle 2 (2019)
- Dohna Dohna (2020)
- Beat Wars Escalation Heroines (2020)
- Alice no Hani Hani Crash (2024)

### Alice Blue
- Kakurezuki (2000)
- Ouji-sama Lv1 (2001)
- Ouji-sama Lv1.5 (2002)
- Ore no Shita de Agake (2002)
- Rakuen Yuki (2003)
- Ouji-sama Lv2 (2004)

### Alice noir
- Nor (2002)
- Hisui no Hitomi (2003)

### IMYUIC
- Hentai Labyrinth (2020)